# 8047 Akikinoshita
8047 Akikinoshita è un asteroide della fascia principale. Scoperto nel 1995, presenta un'orbita caratterizzata da un semiasse maggiore pari a 2,3679965 UA e da un'eccentricità di 0,1670117, inclinata di 3,61578° rispetto all'eclittica.